# معماری نیابت سلطنت
معماری نیابت سلطنت (انگلیسی: Regency architecture) یا با عنوان دیگر معماری ریجنسی سبکی از معماری است که به ساختمان‌هایی اشاره دارد که در اوایل قرن ۱۹ میلادی، زمانی که شاهزاده جرج چهارم عهده‌دار نیابت سلطنت بوده، در بریتانیا ساخته شده است و هم‌زمان با سبک بیدرمایر در سرزمین‌های آلمانی زبان، سبک فدرال در ایالات متحده و سبک امپراتوری فرانسه بوده است.

## نگارخانه

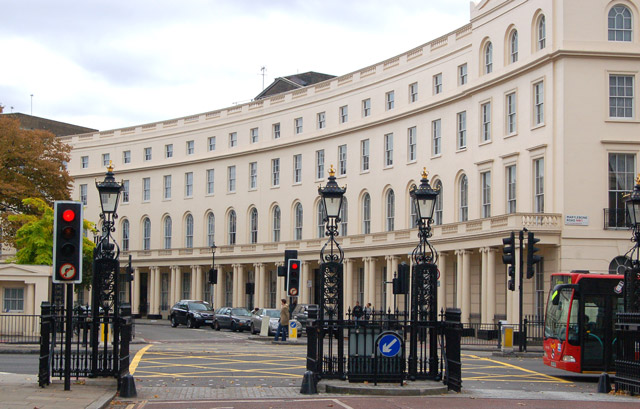
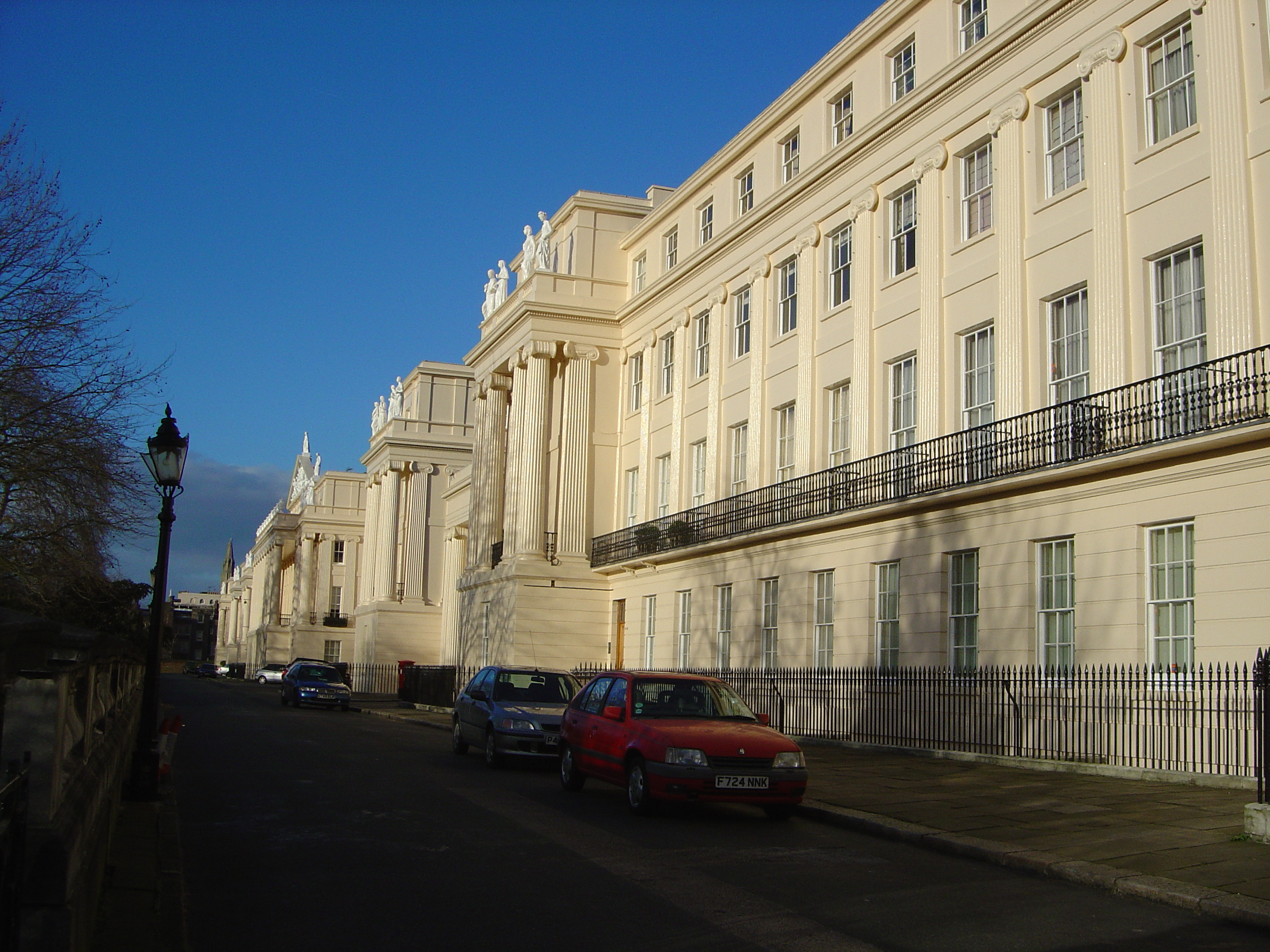
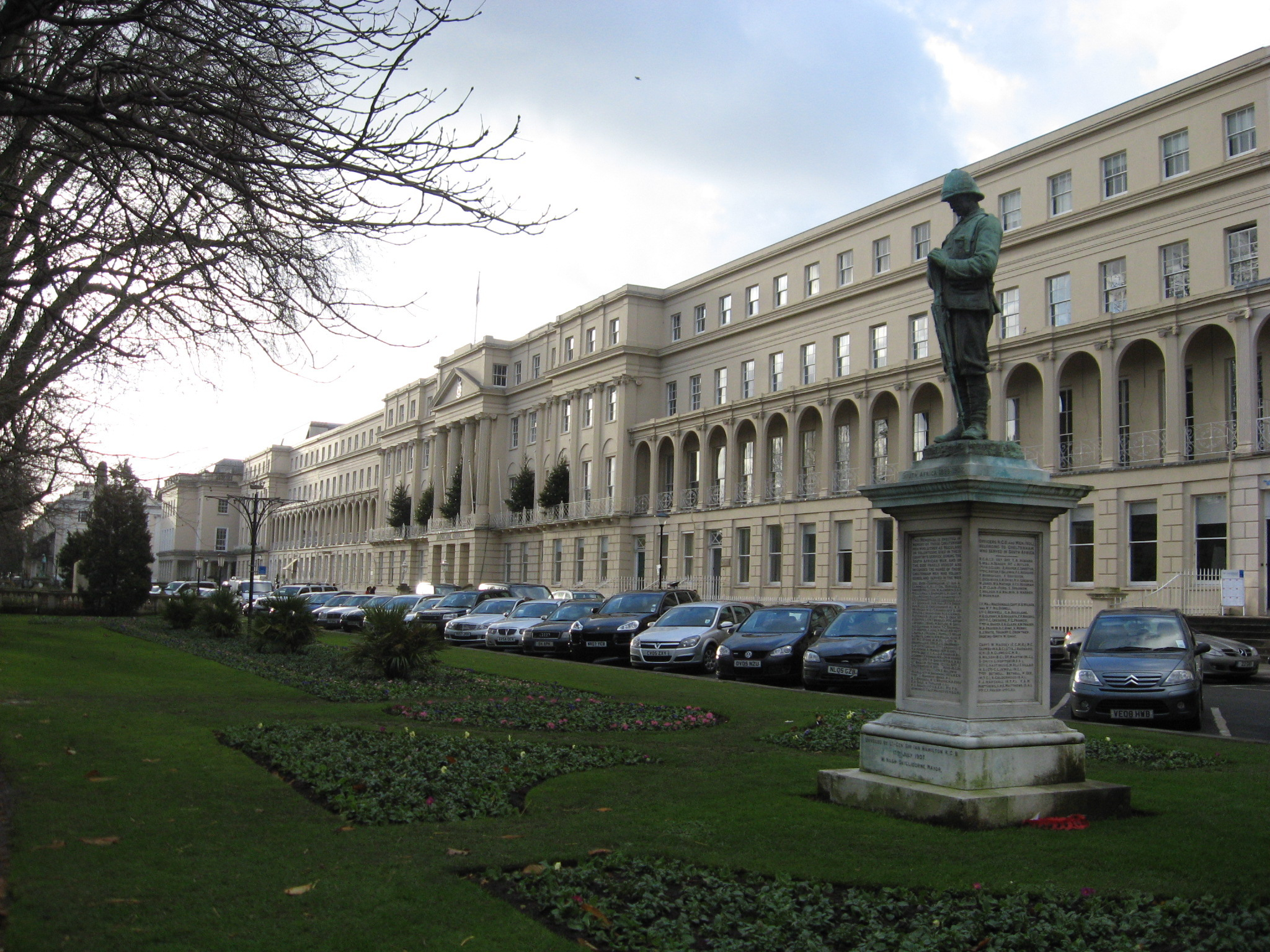
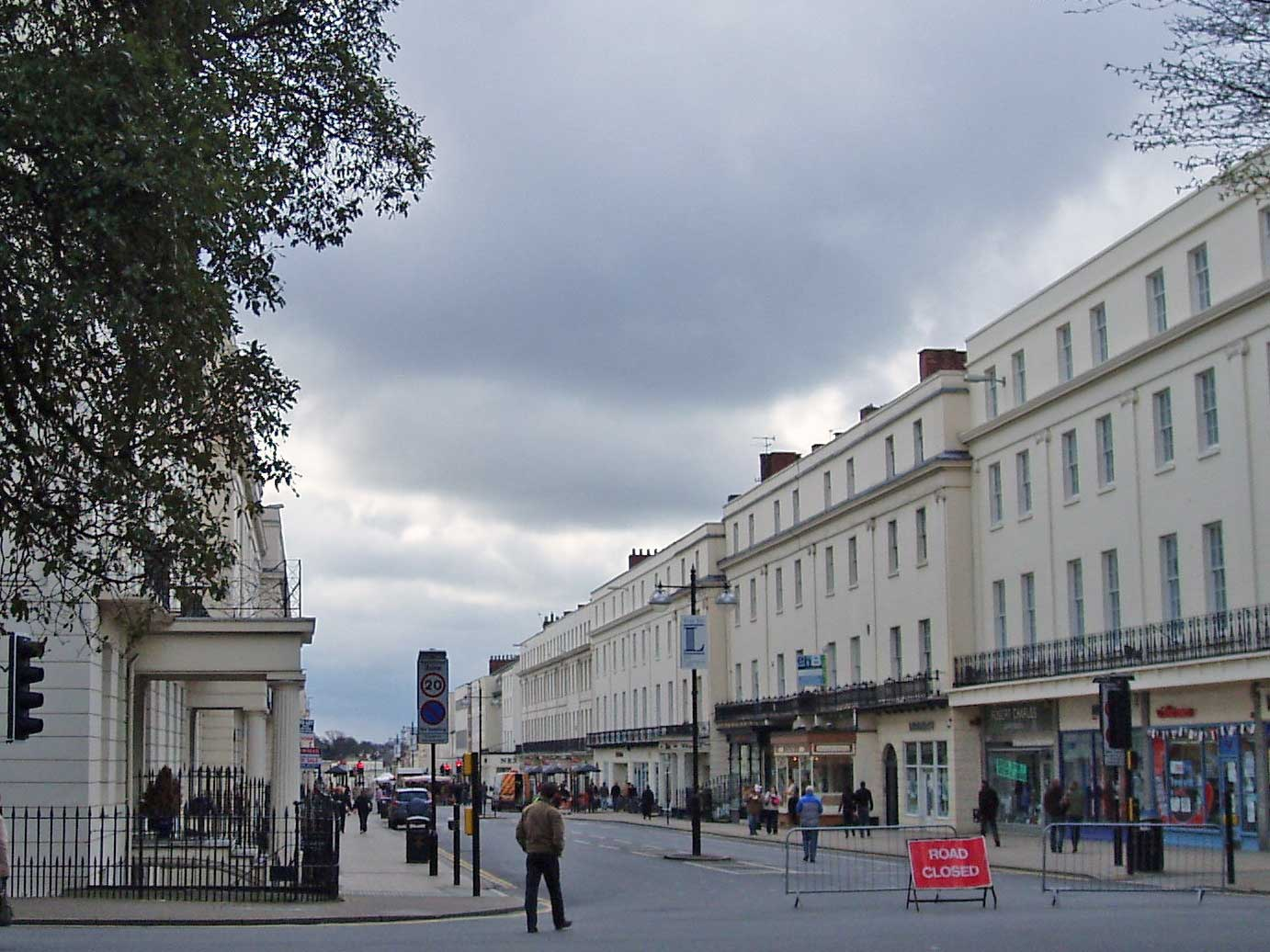
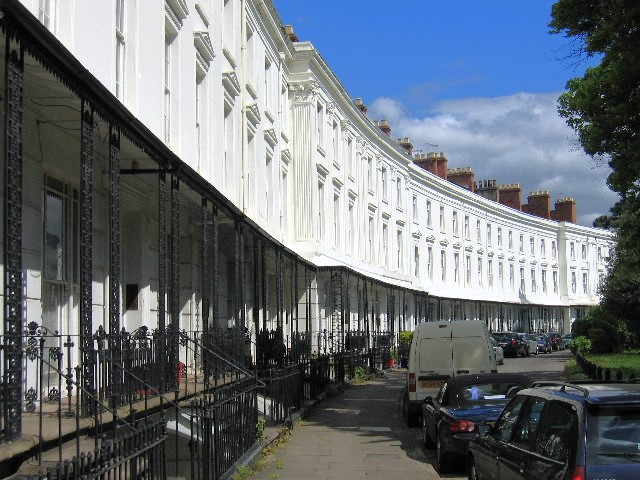